# Theodoros Pangalos (General)

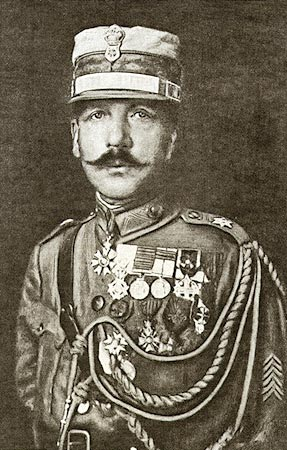
General Pangalos (1920)

Theodoros Pangalos (griechisch Θεόδωρος Πάγκαλος; * 11. Januar 1878 in Salamis, Griechenland; † 26. Februar 1952 in Athen) war General der griechischen Armee und Politiker in Griechenland. Pangalos stammte von einer arvanitischen Familie ab.
Pangalos war 1922 einer der Hauptakteure der Militärrevolte, bei der König Konstantin I. gestürzt wurde. In der Folge wurde Pangalos zum Kriegsminister ernannt und unterstützte bis 1924 die Republik. Im Juni 1925 ergriff er die Macht und setzte im Januar 1926 die Verfassung außer Kraft. Der bisherige Präsident der Republik Pavlos Koundouriotis wurde im April 1926 von Pangalos zum Rücktritt gezwungen, bevor er sich in einer Scheinwahl selbst zum Präsidenten wählen ließ. Im August 1926 setzte Georgios Kondylis den Diktator in einem unblutigen Putsch ab. Pangalos wurde bis 1928 inhaftiert, nach seiner Freilassung aber schon 1930 wegen seiner Beteiligung an neuen Verschwörungen für zwei Jahre auf die Insel Korfu deportiert und dort festgesetzt.